# Matu
Matuiti Mayezo (1931-2009), conhecido como Matu, foi um fotógrafo brasileiro notório por reportar momentos importantes da história nacional, como o cerco ao capitão Carlos Lamarca, no Vale do Ribeira, e o incêndio no edifício Joelma, em São Paulo.

## Carreira
Entrou para o jornalismo na década de 1960, na sucursal do jornal Última Hora, mas ganhou destaque nos 41 anos e sete meses em que trabalhou no jornal Folha de S.Paulo.